# 哈夫洛克 (愛荷華州)
哈夫洛克（英語：Havelock）是一個位於美國愛荷華州波卡洪塔斯縣的城市。

## 地理
哈夫洛克的座標為42°50′00″N 94°42′06″W / 42.83333°N 94.70167°W，而該地的平均海拔高度為375米（即1230英尺）。

## 人口
根據2010年美國人口普查的數據，哈夫洛克的面積為1.48平方千米，當中陸地面積為1.48平方千米，而水域面積為0.00平方千米。當地共有人口138人，而人口密度為每平方千米93人。